# Pařezovice
Pařezovice jsou bývalá obec, dnes část města Vyškov. Leží 7 km na severozápad od Vyškova a 1 km od Lhoty. Obec byla sloučena se Lhotou a roku 1964 s Rychtářovem. Poté se všechna tři sídla stala součástí Vyškova.

## Historie
Pařezovice byly založeny roku 1766 jako dominikální ves v době kolonizační vlny druhé poloviny 18. století na Vyškovsku.Osada byla postavena na místě vykáceného lesa v rámci snah o zlepšení hospodaření a zvýšení výnosů.
Za německé okupace v roce 1941 bylo z Drahanské vysočiny vystěhováno 33 obcí, včetně Pařezovic.

## Obyvatelstvo
| Místní část Pařezovice | Místní část Pařezovice | 1850 | 1869 | 1880 | 1890 | 1900 | 1910 | 1921 | 1930 | 1950 | 1961 | 1970 | 1980 | 1991 | 2001 | 2011 |
| ---------------------- | ---------------------- | ---- | ---- | ---- | ---- | ---- | ---- | ---- | ---- | ---- | ---- | ---- | ---- | ---- | ---- | ---- |
| Počet obyvatel         | celá obec              | –    | 213  | 219  | 221  | 244  | 241  | 217  | 218  | 73   | 92   | 76   | 62   | 49   | 35   | 37   |
| Počet domů             | celá obec              | –    | 29   | 32   | 36   | 40   | 43   | 42   | 45   | 41   | –    | 27   | 22   | 35   | 34   | 35   |

## Pamětihodnosti
- Kamenná kaple postavená v upomínku na Marii a Antonii Luskovy zakladatelky této kaple
- Kamenný kříž před kaplí

## Galerie

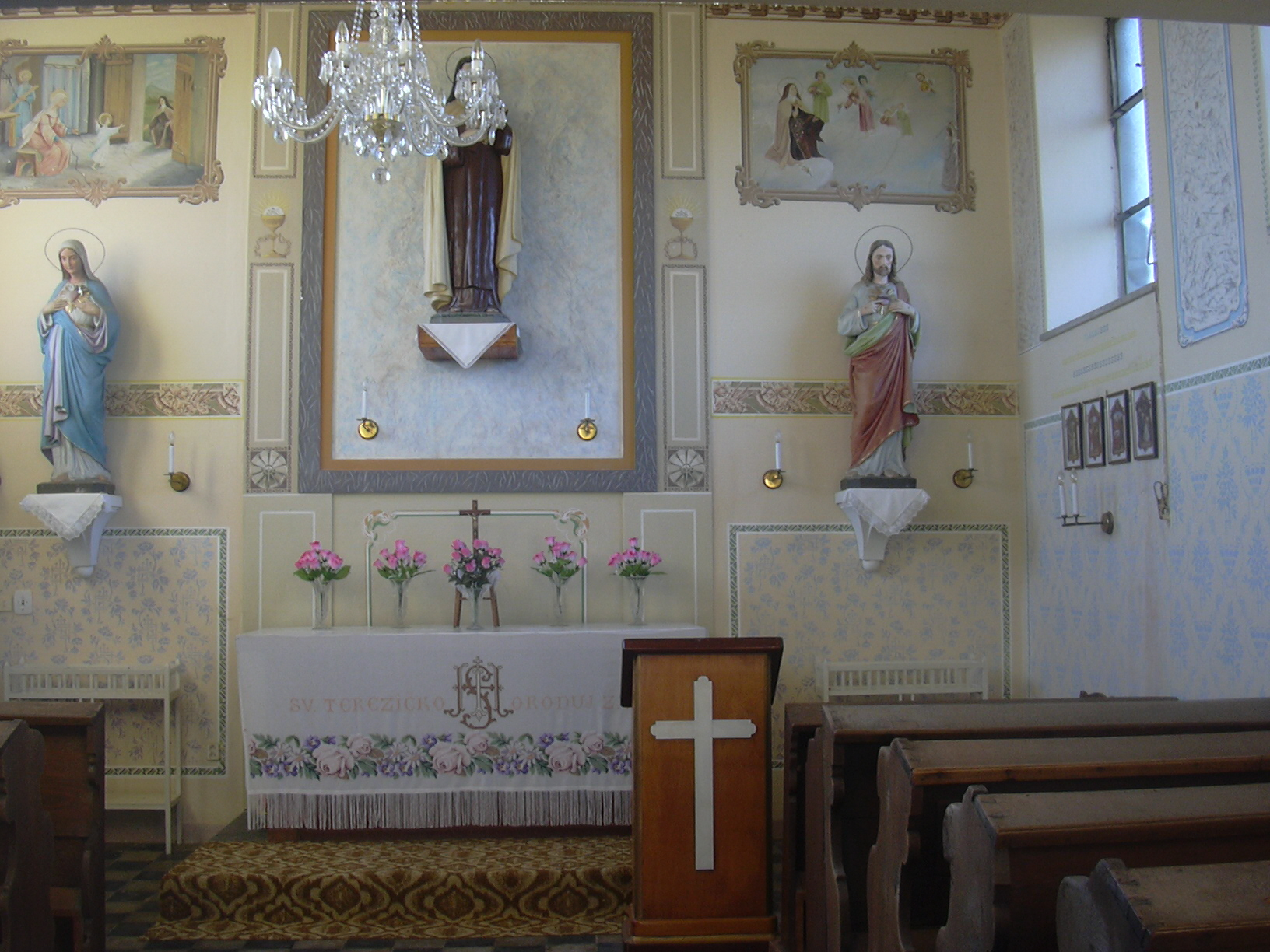
1. Interiér kaple
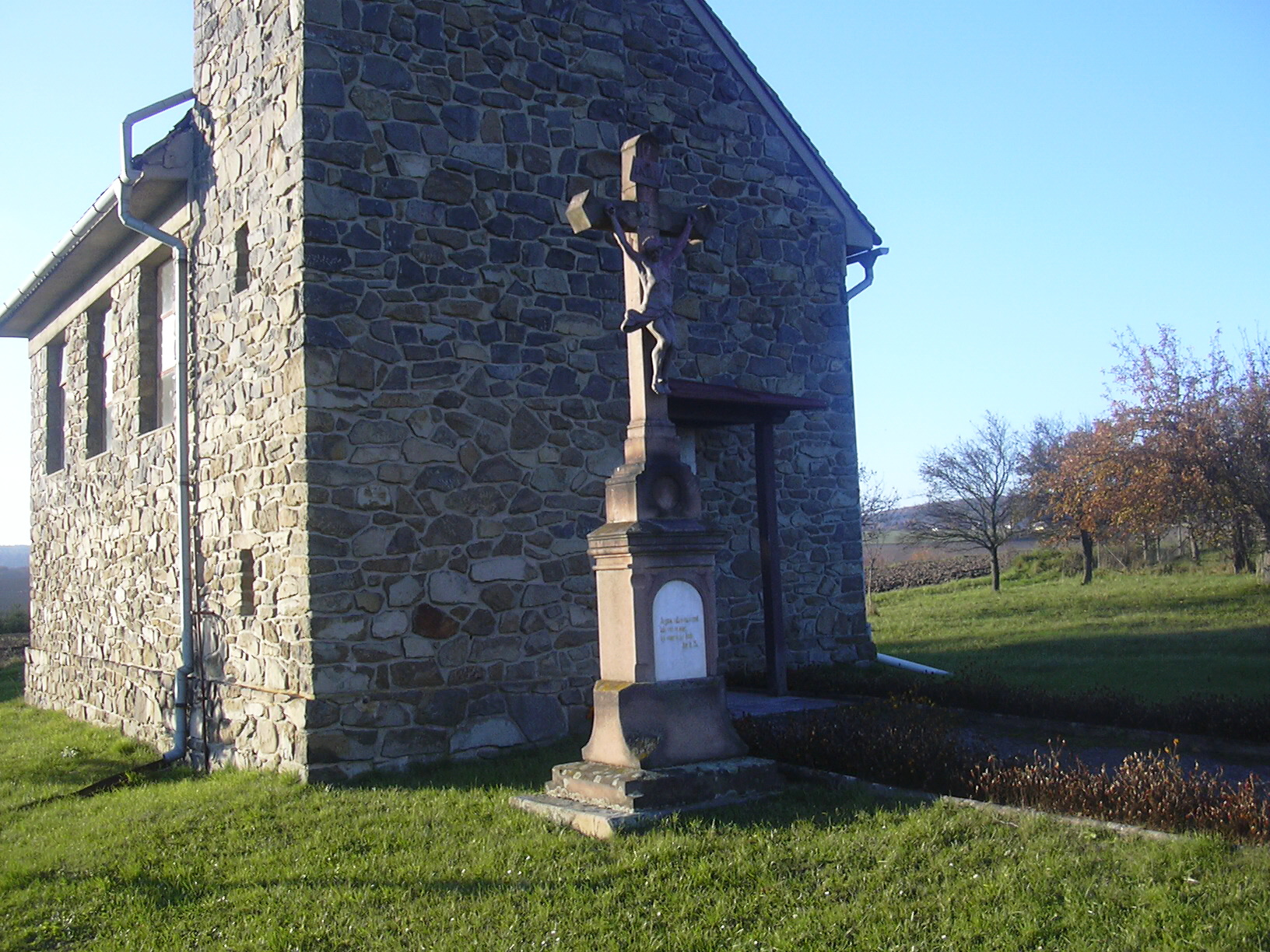
2. Kříž před kaplí
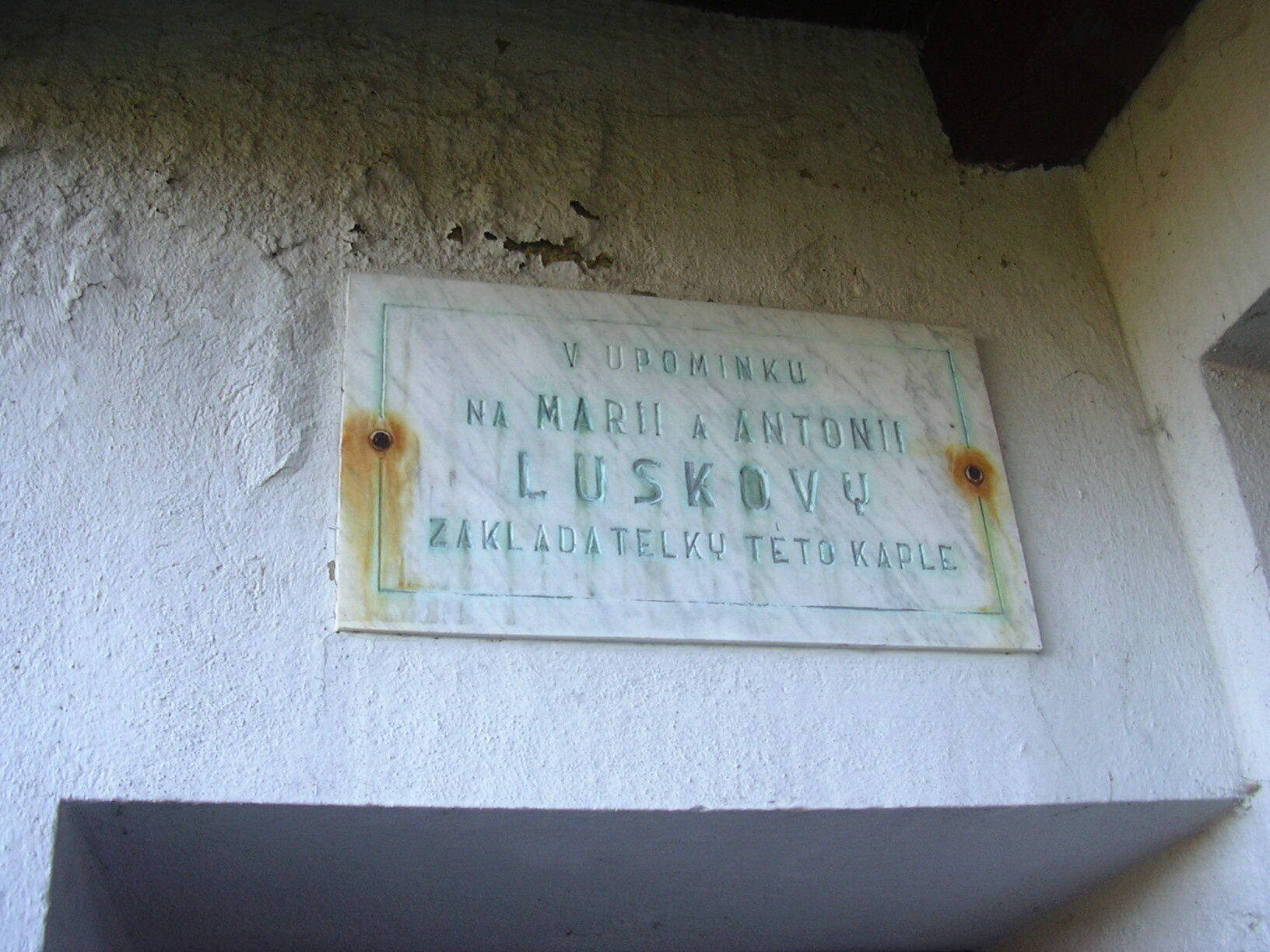
Zakladatelky kaple
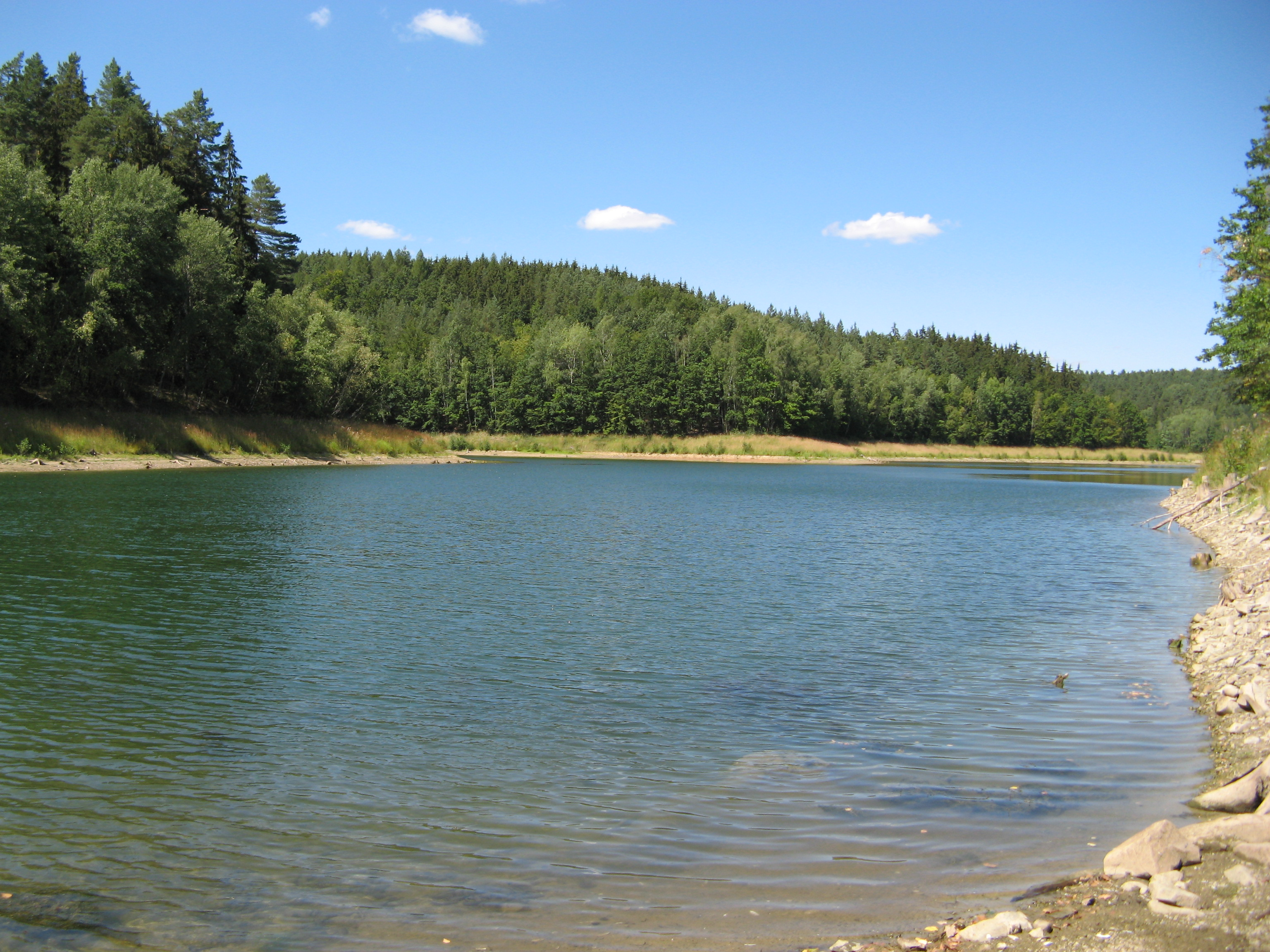
Vodní nádrž Opatovice